# Клени (робітниче селище, Саратовська область)
Клени (рос. Клёны) — робітниче селище у Вольському районі Саратовської області Російської Федерації.
Населення становить 0 осіб. Належить до муніципального утворення місто Вольськ.

## Історія
Населений пункт розташований у межах українського історичного та культурного регіону Жовтий Клин.
Від 23 липня 1928 року в складі Вольського округу Нижньо-Волзького краю. Орган місцевого самоврядування від 2004 року — місто Вольськ.

## Населення
| 2018 | 2019 | 2020 |
| ---- | ---- | ---- |
| 0    | →0   | →0   |